# Beatles European Tour
The Beatles European Tour è il quinto tour dei Beatles, svoltosi in Europa dal 20 giugno al 3 luglio 1965 e organizzato dal manager Alistair Taylor, che da allora in poi sarà un assiduo collaboratore della band.

## Scaletta
Ecco il programma-tipo interpretato in questa tournée. 
1. Twist and Shout
2. She's a Woman
3. I'm a Loser
4. Can't Buy Me Love (1)
5. Baby's in Black
6. I Wanna Be Your Man
7. Can't Buy Me Love (2)
8. A Hard Day's Night
9. Everybody's Trying to Be My Baby
10. Rock and Roll Music (Chuck Berry)
11. I Feel Fine
12. Ticket to Ride
13. Long Tall Sally (Little Richard)

## Programma ed elenco dei concerti
| N° | Data           | Città              | Luogo                        | Spettatori |
| -- | -------------- | ------------------ | ---------------------------- | ---------- |
| 1  | 20 giugno 1965 | Parigi, Francia    | Palais des Esport            | 17 130     |
| 2  | 20 giugno 1965 | Parigi, Francia    | Palais des Esport            | 17 130     |
| 3  | 22 giugno 1965 | Lione, Francia     | Palais d'Hiver               | 16 000     |
| 4  | 24 giugno 1965 | Milano, Italia     | Velodromo Vigorelli          | 14 720     |
| 5  | 24 giugno 1965 | Milano, Italia     | Velodromo Vigorelli          | 14 720     |
| 6  | 26 giugno 1965 | Genova, Italia     | Palasport di Genova          | 20 261     |
| 7  | 27 giugno 1965 | Roma, Italia       | Teatro Adriano               | 18 700     |
| 8  | 28 giugno 1965 | Roma, Italia       | Teatro Adriano               | 18 700     |
| 9  | 30 giugno 1965 | Nizza, Francia     | Palais des Expositions       | 5 000      |
| 10 | 2 luglio 1965  | Madrid, Spagna     | Plaza de Toros de Las Ventas | 32 520     |
| 11 | 3 luglio 1965  | Barcellona, Spagna | Plaza de Toros La Monumental | 16 000     |

## Formazione
- John Lennon - voce, chitarra
- Paul McCartney - voce, basso
- George Harrison - voce, chitarra
- Ringo Starr - voce, batteria

### Turnisti
- Jon Scott - flauto

### Staff
- Alistair Taylor - manager